# Alliance Israélite Universelle

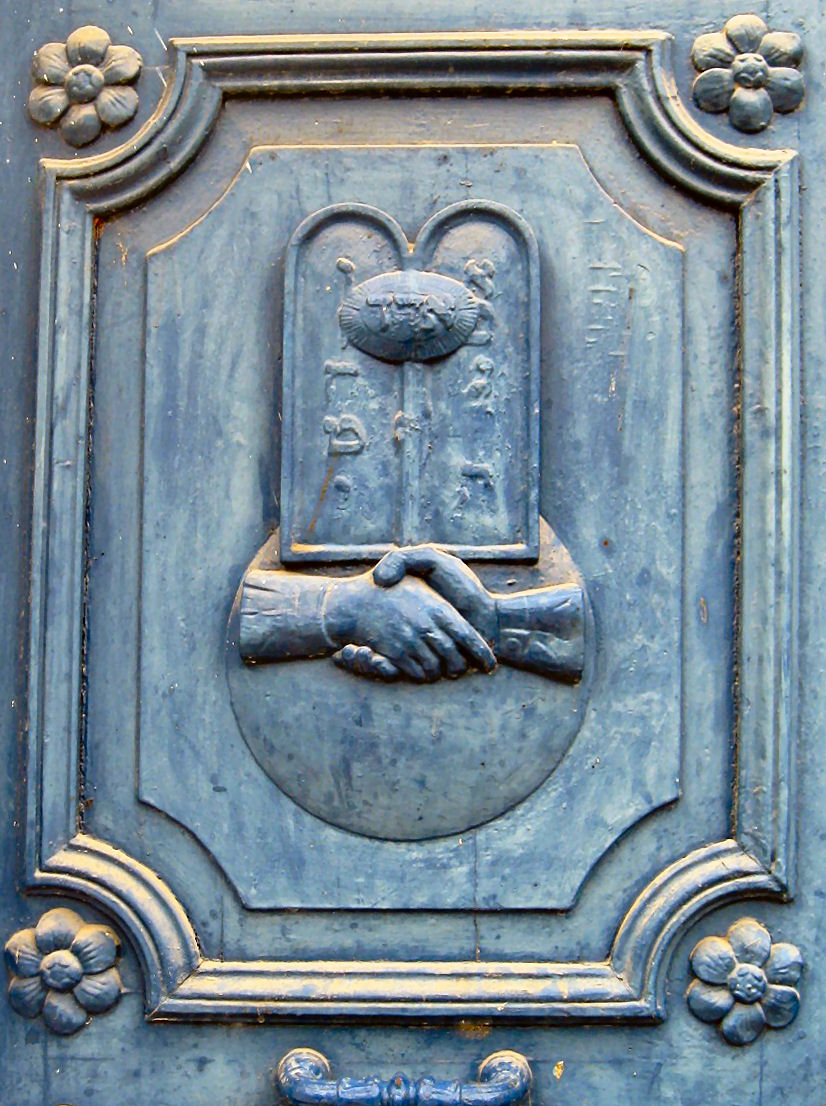
Symbol auf der Eingangstür der Mikwe-Israel-Synagoge für das Motto der AIU Kol Jisrael arevim se ba-se („Ganz Israel bürgt füreinander“)

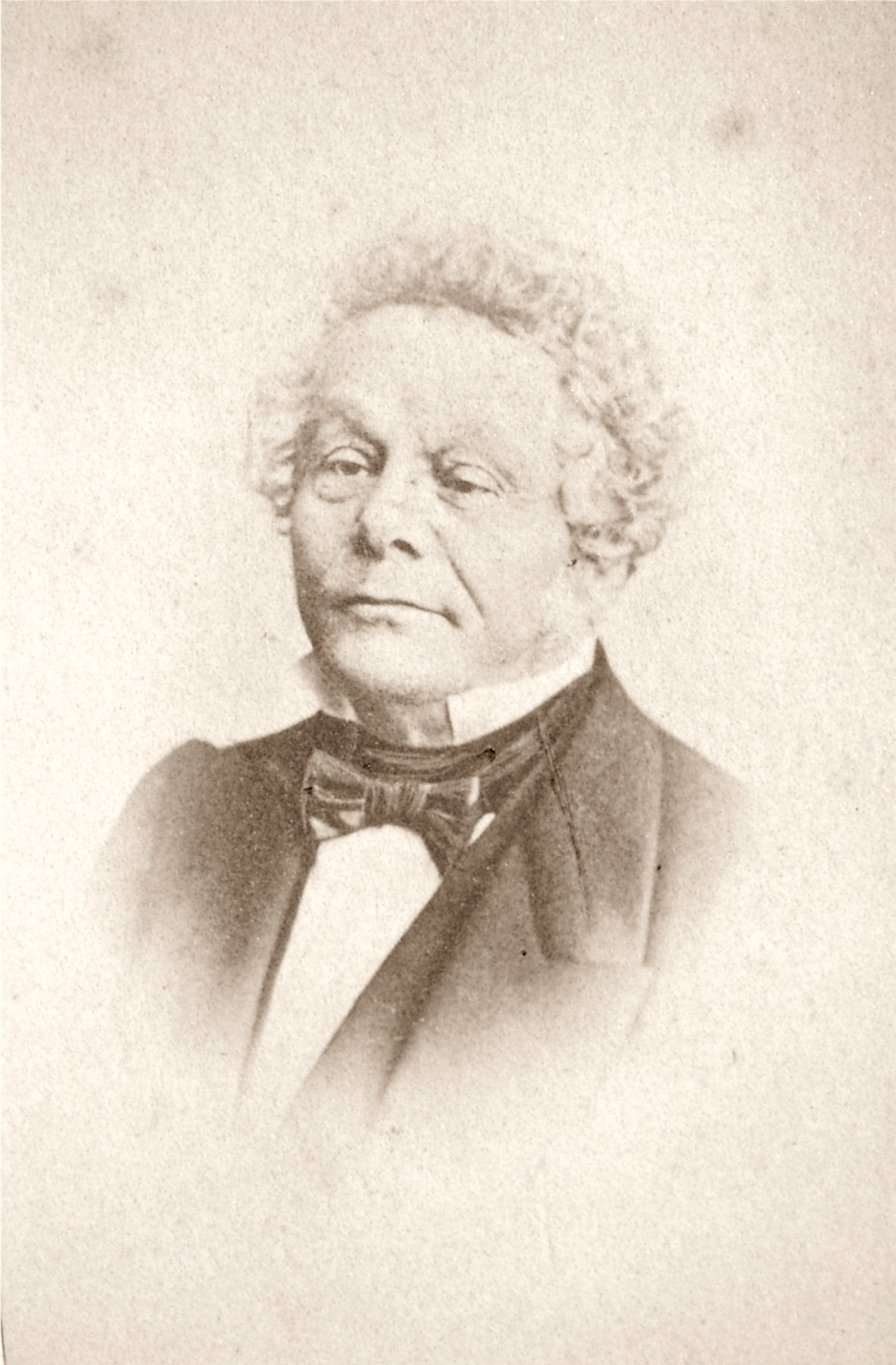
Adolphe Crémieux

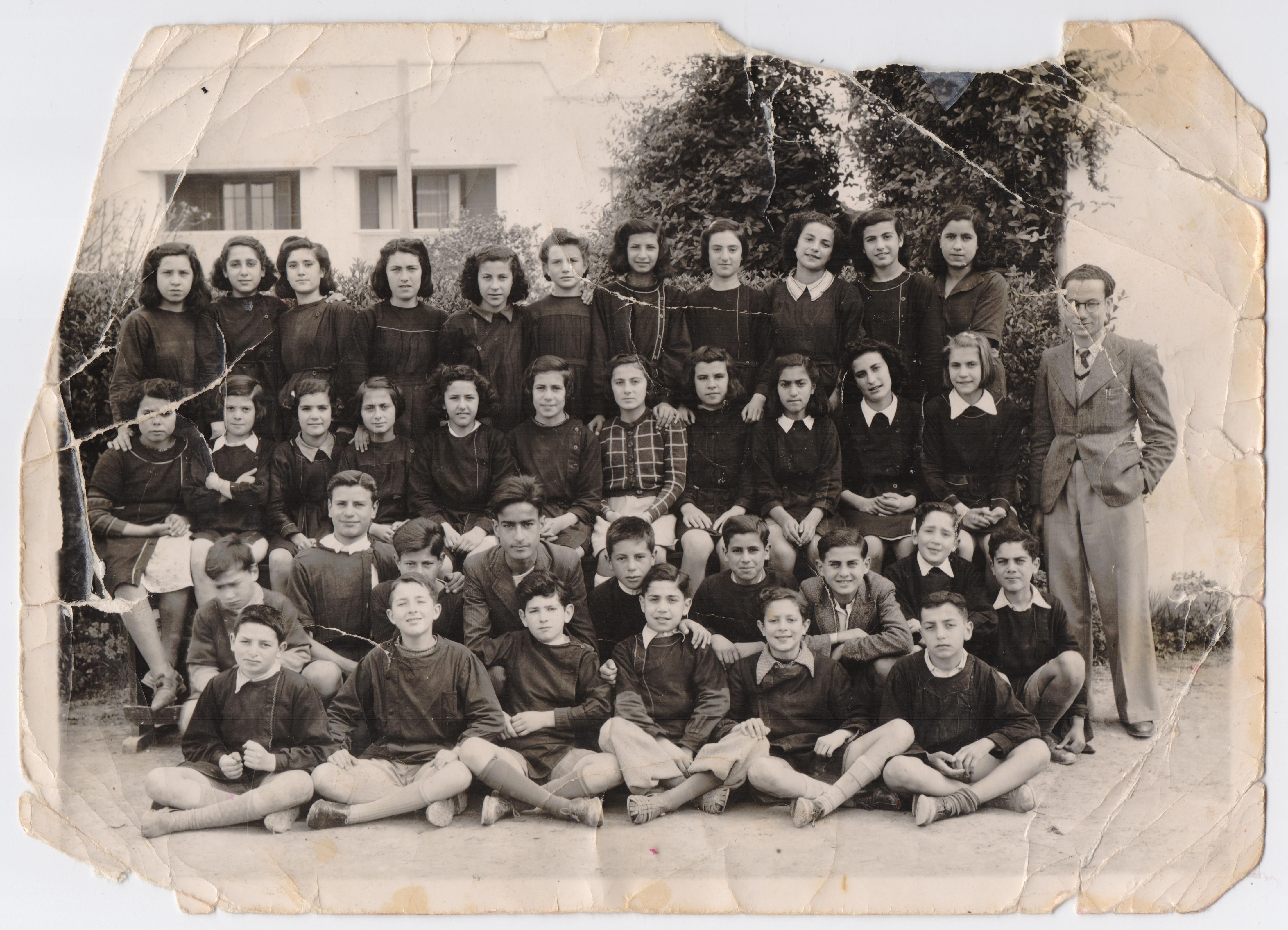
Schulkinder im marokkanischen Fès, 1940, Aufnahme von Dalia Ohayon

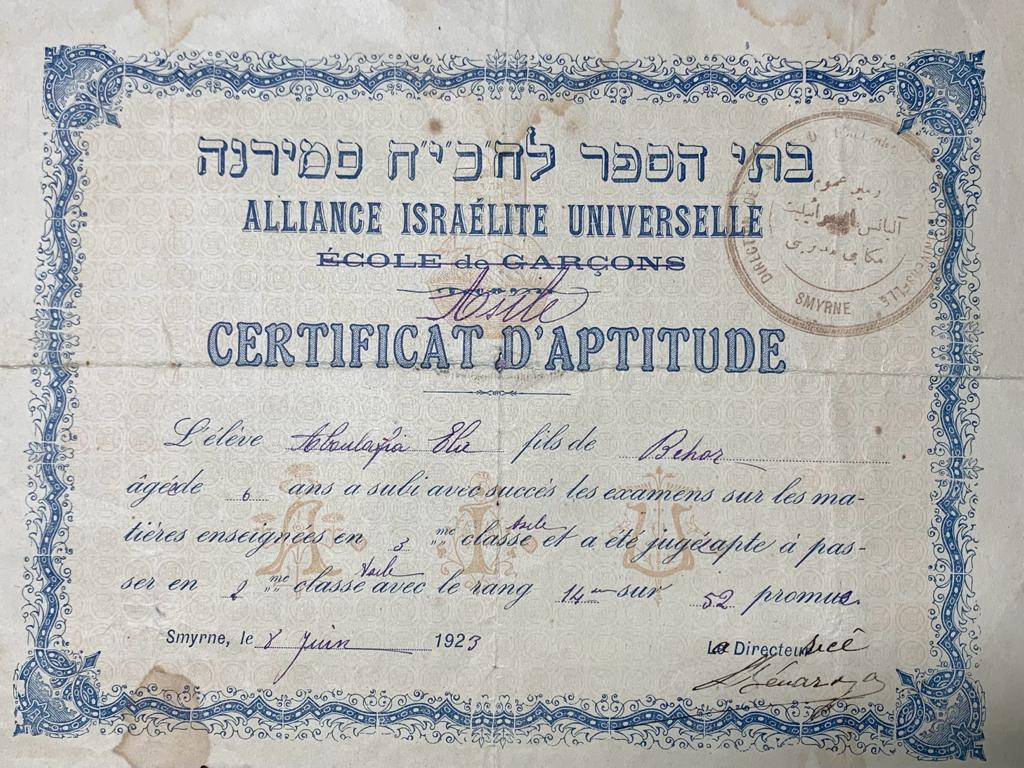
Bescheinigung für die Eignung der sechsjährigen Schülerin Ela Aboulafia zum Übertritt in die nächsthöhere Schulklasse, Smyrna (Izmir), 1923 (für Jungen vorgedrucktes Formular)

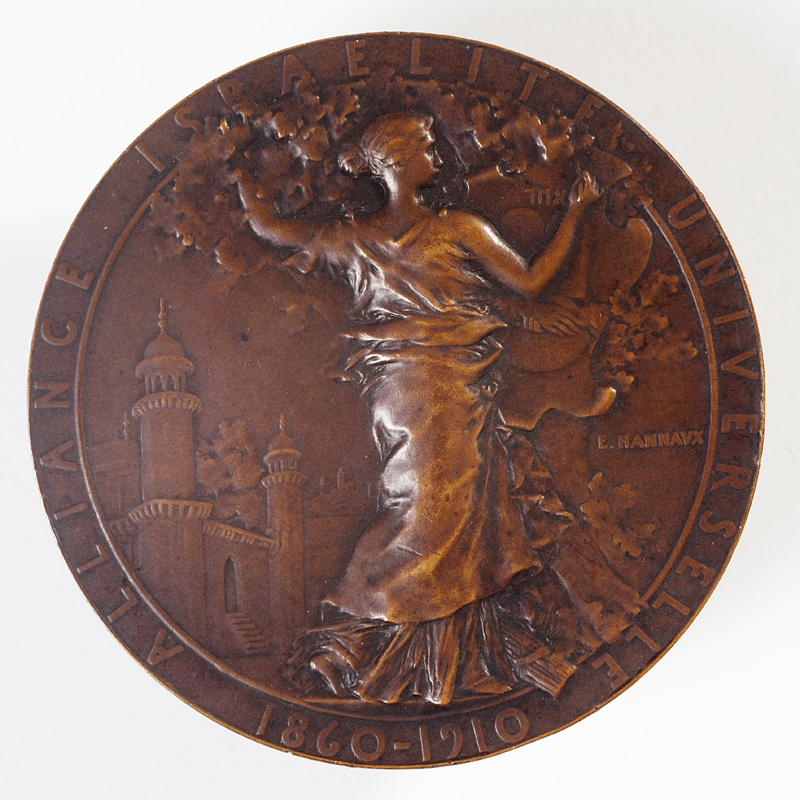
Medaille von Emmanuel Hannaux zum 50-jährigen Jubiläum der Alliance Israélite Universelle (1910) in der Sammlung des Jüdischen Museums der Schweiz, Basel (Inv-Nr. JMS 557): Weibliche Personifikation mit den Symbolen der Alliance. Die andere Seite zeigt Narcisse Leven im Profil.

Die Alliance Israélite Universelle (deutsch ,Universelle Israel(it)ische Allianz‘; hebräisch כל ישראל חברים Kol Israel Chawerim, deutsch ‚Alle Israel-Freunde‘; Akronym כי"ח bzw. AIU) ist eine französisch geprägte jüdische Kultur- und Selbsthilfeorganisation, die international etabliert ist. Im Zentrum ihres Strebens stand die Erlangung gleicher Bürgerrechte für Juden weltweit. Die Alliance Israélite Universelle hat nie die Auswanderung von Juden aus ihren Herkunftsländern gefördert. Die Organisation diente auch stark den diplomatischen Interessen Frankreichs.

## Geschichte
Die Alliance stellte einen Bruch mit hergebrachten Auffassungen über die konfessionelle Funktion jüdischer Institutionen dar, für die das Consistoire central israélite stand. Deren öffentliche Reaktion auf die Entführung Edgardo Mortaras wurde von vielen Juden als zu vorsichtig angesehen. Die Alliance verstand sich als Erbin der Staatsidee der Republik, aber auch des Judentums, wobei sie unter Wahrung der religiösen Spiritualität der laizistischen Zielsetzung der Trennung von Religion und Staat verpflichtet war und aus der sogenannten Wissenschaft des Judentums schöpfte. Wenn auch in ihrem Wirken überwiegend auf Juden ausgerichtet, war sie universell im Bezug auf die Verbreitung der Erkenntnisse der Aufklärung, wie sie idealtypisch in der Encyclopédie verwirklicht worden waren. In ihrem Selbstanspruch einer Avantgarde zur Verteidigung der Menschenrechte und humanitärer Werte stand sie dem frühsozialistischen Denken des Saint-Simonismus nahe, dessen aus der Wirtschaftspolitik entnommene Konzepte sie auf ihr Wirkungsgebiet anwandte. Personell bestanden enge Verbindungen zur Freimaurerei. Das Ziel der Alliance in ihrem Wirkungsgebiet war eine „Regeneration“ und Emanzipation des Judentums in der jüdischen Diaspora.
Die Alliance Israélite Universelle wurde am 17. Mai 1860 im Paris des Second Empire gegründet. Gründungsort war das Wohnhaus des liberal gesinnten Kaufmanns Charles Netter. Unter den 17 Anwesenden waren der Oberrabbiner Élie-Aristide Astruc, Isidore Cahen und Eugène Manuel sowie Juden aus dem Elsass, dem südfranzösischen Comtat Venaissin (Comtadins) und einige der als Portugiesen bezeichneten französischen Sepharden. Sechs Gründer unterzeichneten den Appel aux Israélites und veröffentlichten ihn. Gleichzeitig bestand in islamischen Ländern die seit Jahrhunderten untergeordnete rechtliche Stellung der Dhimma, deren Lage sich selten durch Gewalt, häufig aber durch Gleichgültigkeit der Institutionen verschlechterte, ein Engagement im Mittelmeerraum drängte sich auf.
Den äußeren Anlass zur Gründung der Alliance gaben, neben der besorgniserregenden Armut unter Juden in den extrem beengten Mellah und Hara des Maghreb, zwei schockierende Ereignisse: Die als Damaskusaffäre bekannt gewordenen antisemitischen Ausschreitungen von 1840 sowie die 1858 erfolgte kirchliche Entführung des jüdischen Kindes Edgardo Mortara in Bologna. Hinzu kam 1855 ein Fall von Lösegelderpressung gegen Juden durch staatliche und islamische Institutionen im Jemen. Vor allem der Vorfall im nahen Italien und ultramontane Pressekampagnen standen im eklatanten Widerspruch zur bereits nahe geglaubten Modernität. Die erste öffentliche Initiative der Alliance war dennoch im Juli 1860 jedoch eine Spendensammlung zugunsten maronitischer Christen im Mutesarriflik Libanonberg, die das Ziel drusischer Übergriffe geworden waren. Die Loyalität zum christlichen Frankreich, das im August 1860 im Libanon einmarschierte, wurde damit betont. Dem Verdacht des Partikularismus setzte die Alliance auch ihr Engagement zugunsten von verfolgten Protestanten in Spanien entgegen.
Erster Präsident wurde Adolphe Crémieux, der diese Funktion bis zu seinem Tod 1887 behielt. Das Präsidium und das Comité central wurden durch interne Wahlen unter Beteiligung aller Mitglieder bestimmt. Eine Mitgliedschaft von Einzelpersonen kam durch einfache Spendenüberweisung an die Organisation zustande. 1865 zählte die Alliance bereits über 4600 Mitglieder. In Istanbul setzte sich Abraham de Camondo (1780–1873) als Förderer für die Alliance ein. Er präsidierte ab November 1863 am Bosporus ein Comité régional. In Bagdad waren es die Familien Sassoon und Kadoorie (Kedourie), die sich für die Alliance einsetzten. Laura Kedourie gründete dort, ergänzend zur seit 1865 bestehenden Knabenschule Albert Daud Sassoon, 1911 auch eine Mädchenschule. Im Juli 1873 gab der absolutistische Monarch Nāser ad-Din Schāh seine Einwilligung und ein Schutzversprechen für Schulgründungen der Alliance für die damals vermuteten 20.000 Juden in Persien um 1866. Eine erste Schulgründung im Reich des Schāh gelang jedoch erst im Jahr 1898.
Yomtov Semach ging für die Alliance auf Erkundungen in den Jemen und nach Äthiopien, ohne dort weiter tätig zu werden. Die Schulen führten auf deren Weg zur angestrebten Emanzipation zu einer Verwestlichung der Juden in den muslimischen Ländern. Im französisch kolonisierten Algerien erwirkte das Decret Crémieux gar ihre Zwangseinbürgerung. Der Historiker Michel Abitbol nennt diesen Akkulturationsprozess eine „Dearabisierung“ („désarabisation“). Die kulturelle Gedankenwelt, Kleidung und Küche Europas, insbesondere Frankreichs, wurden angenommen. Wohlhabende Familien bevorzugten, wo vorhanden, so ab 1911 in Italienisch-Libyen, meist die staatlichen, von christlichen Lehrern geführten Schulen gegenüber jenen der Alliance.
Charles Netter engagierte sich 1881–1882 auch zugunsten von Pogromopfern und baute ein Hilfszentrum für Flüchtlinge in Brody an der russisch-österreichisch-ungarischen Grenze auf. Die Arbeit, die die Alliance in Europa leistete, erreichte am Ende des Ersten Weltkriegs einen weiteren Höhepunkt, als sie polnische Juden (1919) und russische Juden (1922), als Opfer von Hungersnöten, unterstützte.

## Schulen

### Juden, Christen und Muslime
Die Alliance profilierte sich mit der Gründung von Schulen in Ländern der muslimischen Welt. Zur Finanzierung trug Maurice de Hirsch bei. Die ersten Schulen der Alliance im Osmanischen Reich gingen 1864 in der griechischen Stadt Volos, in Damaskus und 1865 Bagdad auf, doch konnte sich erst die 1867 in Andrinopol, dem heutigen Edirne, gegründete Schule längerfristig halten. Auch der französische Staat betrieb im osmanischen Vielvölkerreich bis vor dem Ersten Weltkrieg Schulen mit 65.000 bis 90.000 Kindern. Deren Budget belief sich auf 2,5 Millionen Francs (0,1 % des Staatshaushalts). Während der französische Staat seine Schulen mit Blick auf die dort lebenden Christen eröffnete, sah die Alliance ihre Aufgabe darin, die jüdische Jugend im modernen, europäischen Sinn zu bilden.
Schulen beider Träger standen jüdischen Kindern und Kindern aus den Notabelnfamilien und dem Nachwuchs der christlichen und muslimischen Dienstklasse offen. So waren 1906 in der Knabenschule der Alliance in marokkanischen Tanger 40 von 300 Schülern katholisch, in der Mädchenschule waren 40 von 320 Schülerinnen katholisch. Im mesopotamischen Hille hatte die Alliance 16 % muslimische (schiitische) Schüler um 1909. Die Schule in Mossul zählte 1911 acht muslimische und sechs christliche Kinder. Die mächtige Jerusalemer Familie al-Husseini fühlte sich der Alliance verbunden. Neben Djawad al-Husseini besuchte auch Saʿid al-Husseini, Jerusalems Bürgermeister von 1905 bis 1908, als Kind das Alliance-Gymnasium. Dies trug nicht immer zum besseren Zusammenleben bei. Auch der spätere Antisemit Mohammed Amin al-Husseini besuchte zeitweise die Alliance in Jerusalem. Mit Blick auf mögliche Judenmission öffneten auch christliche Missionare, wie die einen obligatorischen Katechismus-Unterricht verlangenden Frères de la doctrine chrétienne, ihre Schulen für jüdische Schulkinder.

### Lehrpersonal und Organisation
Seit 1867 hatte die Alliance ein eigenes Lehrerseminar, die École normale israélite orientale (ENIO) in Paris. Ihr erster Leiter war Isaïe Levaillant. Die ENIO war ab 1890 in Auteuil domiziliert. Ferdinand Buisson unterrichtete an der Institution. Die Lehrerinnen wurden getrennt von den Lehrern im Institut Bischoffsheim im Elsass ausgebildet. Die Bezahlung des Unterrichtspersonals war jedoch bescheiden, weshalb Lehrer häufig von anderen jüdischen Schulen abgeworben wurden. Ein Inhaber des Lehrerdiploms Brevet supérieur verdiente 1919 in Marokko knapp 3300 Francs im Monat, staatlich finanzierte jüdische Schulen, die sogenannten „Écoles franco-israélites“, bezahlten mit 5500 Francs deutlich mehr. In Marokko waren zwischen 1870 und 1912 fast ein Drittel des AIU-Lehrpersonals Frauen. Im Ersten Weltkrieg geriet die Alliance in finanzielle Not und musste Schulen an den Staat abgeben. Frankreich reglementierte ab 1912 sämtliche Schulen im Maghreb.
Indes bot die Schule in Edirne mit 551 Mädchen und 1106 Knaben um 1908 tagsüber rund 50 verschiedene Lehrberufe für Knaben an. Die Auswahl reichte von Schafscherer über Fotograf und Uhrmacher zu Mechaniker und Schneider. Wer wollte, konnte auch Klempner werden. Abends schloss sich der allgemeine Unterricht an. Jedoch waren die meisten Schulen nicht mit berufsbildenden Angeboten ausgestattet, sie begnügten sich damit, Knaben Buchhaltung und Mädchen die Hauswirtschaft zu vermitteln. Der Pionier der Berufsbildung war ab 1872 der Schulleiter von Volos, der aus Tétouan stammende David Cazès. Zu den Problemen, mit denen die Alliance kämpfte, zählten verfrühte Eheschließung, Schulabbruch oder fehlende Mädchenschulen. Um 1900 war Narcisse Leven Präsident der Alliance.

### Sprachpolitik und Haltung zum Judentum als Religion
Im Osmanischen Reich unterrichtete die Alliance zunehmend auch Türkisch und vermittelte osmanisch-patriotisches Gedankengut. Hingegen bekämpfte die Alliance die Verwendung jüdischer Sprachen wie Ladino, Jiddisch, Judäo-Berberisch und Judäo-Arabisch, die sie als rückständig und als Entwicklungshindernis betrachtete. Yossef Charvit von der Bar-Ilan-Universität schreibt jedoch, dass in Algerien viele Alliance-Mitarbeiter einen weniger starken Akkulturationsdruck ausüben wollten, was die Leitung in Paris kritisiert habe. Auch mehrere Mitglieder des jungtürkischen Komitees für Einheit und Fortschritt, denen im Gegensatz dazu schwerlich ein mangelnder Wille zur Modernität vorgeworfen werden konnte, hatten Schulen der Alliance besucht.
Der spätere türkische Oberrabbiner Haim Nahum besuchte die Alliance, wiewohl sie einem säkularen Unterrichtsverständnis folgte, was ihr den Widerstand zahlreicher Rabbiner einbrachte. So bekam beispielsweise der Schuldirektor von Tanger, Moïse Fresco, 1885 Ärger, weil er Schülern wissenschaftlich erklärt habe, wie Regen entsteht. Zudem habe Fresco dargelegt, der Auszug aus Ägypten sei durch tiefen Wasserstand begünstigt worden, was ihm die Rabbiner als Aussage auslegten, es gebe Gott nicht. Fresco antwortete, er führe keine rabbinische Schule. Als er 1887 die Talmud Tora (Cheder) von der Alliance-Schule trennte, sprachen sie ein Herem gegen ihn und zwangen ihn zum Verlassen der Stadt, die Schule blieb während einigen Monaten geschlossen. Neben religiösen Vorbehalten gab es auch solche, die als Aberglaube galten. So schrieb der Englischlehrer Morris Cohen nach 1890 über ständige Angst vor dem „Bösen Auge“ unter Jüdinnen.

### Palästina und das Verhältnis zum Zionismus
Auf Initiative von Charles Netter, Mitglied im Zentralrat der Alliance, wurde 1870 die Landwirtschaftsschule Mikwe Israel in Palästina gegründet. Im Sinne der von der Aufklärung für alle Menschen angestrebten Verbesserung der Condition humaine, sollten auch die Lebensbedingungen der Juden „normalisiert“ werden. Insofern war das landwirtschaftliche Unterfangen in Palästina, wie der Geisteswissenschaftler Pierre Vidal-Naquet feststellt, keineswegs zionistisch, womit er die Alliance vom Protozionismus des deutschen Frühsozialisten Moses Hess unterscheidet. Theodor Herzl, der Gründer des politischen Zionismus, war daher ab 1898 kritisch bis offen ablehnend zur Alliance eingestellt. Diese Haltung vertraten auch Achad Ha'am und Nachum Sokolow. Jischuv-basierte praktische Zionisten sprachen mit Geringschätzung von Mikwe Israel. Der Kulturzionist Achad Ha'am warf der Alliance vor, nur eine weitere Entfremdung in der Diaspora zu sein.
Die Alliance eröffnete in Jerusalem (mit Berufsschule ab 1882), Haifa, Tiberias und 1892 eine Knabenschule in Jaffa (während sich Chibbat Zion um die Einrichtung der Mädchenschule in Jaffa kümmerte). Die oft deutschsprachigen Schulen des Hilfsvereins der deutschen Juden machten ihr mit 2624 Schülern um 1913 Konkurrenz. Nach der Palästinareise Kaiser Wilhelms II. sollte er den französischen Einfluss über den Landstrich in Schach halten. Die Alliance kam 1913 mit 2071 Schülern auf vergleichsweise bescheidene 35,1 % der jüdischen Kinder in Palästina.
Die Jerusalemer Alliance leitete um 1900 Albert Abraham Antébi (1873–1919). Der umtriebige Damaszenser Ingenieur, geboren als Ibrahim Entaibi, war mit 15 Jahren nach Frankreich gegangen. Er hinterließ eine Korrespondenz aus rund 10.000 Briefen. Antébi galt als der „Konsul der Juden“ in Palästina. Zusammen mit einer gewissen Miss Landau vertrat er die Anliegen der Jerusalemer Juden gegenüber der osmanischen Militärverwaltung. Er war mit Marie-Joseph Lagrange von der École biblique et archéologique française de Jérusalem befreundet, mit dem ihn Debatten und diplomatische Zusammenarbeit verbanden. Der Politische Zionismus ließ ihn kalt, vielmehr wollte er « la conquête pacifique et économique de la Palestine sous les auspices de la France » – „die friedliche und wirtschaftliche Eroberung Palästinas unter dem Schutz Frankreichs“. Trotz Antébis feindseliger Haltung gegenüber dem Zionismus trugen die Alliance und auch er selbst mit seiner praktischen Unterstützung für eine jüdische Heimstätte in Palästina schließlich doch bedeutend zur Verwirklichung des Zionismus bei. Nach der Staatsgründung Israels im Mai 1948 wurden in den 1950er Jahren die Schulen und Mikwe Israel vom israelischen Erziehungsministerium enteignet. Die Alliance finanziert diese pädagogischen Institutionen weiter.

### Zeitschriften, Bibliothek und Archive der Alliance Israélite Universelle
Die Alliance Israélite Universelle gab von 1864 bis 1913 das Bulletin de l’Alliance Israélite Universelle heraus. Dessen Erscheinen wurde in den Kriegsjahren 1913 bis 1920 eingestellt. Ab Januar 1921 wurde es unter dem neuen Titel Paix et Droit publiziert, musste jedoch in den Jahren des Holocaust von 1940 bis 1944 eingestellt werden. Seit 1944 erscheint es mit dem Titel Cahiers de l’Alliance Israélite Universelle.
Die Bibliothek der Alliance mit über 50.000 Bänden war ab 1937 an der Rue La Bruyère 45 im 15. Arrondissement domiziliert. Im Zweiten Weltkrieg wurden 647 Bücherkisten am 9. bis 16. August 1940 vom Einsatzstab Reichsleiter Rosenberg gestohlen und meist an die „Bibliothek zur Erforschung der Judenfrage“ in Frankfurt a. M. geliefert. Nach dem Krieg erhielt die Alliance durch das Offenbach Archival Depot über einen Zeitraum von zehn Jahren einen Großteil der Bücher wieder zurück. Allerdings gelang es den Verantwortlichen 1940, das AIU-Archiv nach Bordeaux und dann ins Ausland zu evakuieren, wo es bei den Institutionen des Freien Frankreich eingelagert war. 1992 wurde bekannt, dass die sowjetische Rote Armee Aktenbestände der Alliance aus dem Raubgut der Deutschen in Moskau gelagert hatte. Im Jahr 2000 hat Russland 30 Archivkartons an den AIU-Sitz in Paris zurückerstattet. 1989 bezog die Bibliothek ihren renovierten Sitz in Paris.

### Niederlassungen 1914 nach Georges Bensoussan und Schülerzahlen 1913 nach Michel Abitbol
(heutige Staatsgrenzen und Ortsnamen; Schülerzahlen für den Iran für 1913 nach Marc Lobit, S. 253)
Algerien ab 1865 (1858 Schüler)
- Algier
- Constantine
- Medea
- Miliana
- Mostaganem
- Oran
- Sétif
- Tlemcen

Ägypten ab 1896 (823 Schüler)
- Alexandria (ab 1897)
- Kairo (ab 1896)
- Tanta (ab 1905)

Bulgarien
- Sofia

Frankreich ab 1860
- Aix-en-Provence
- Nizza
- Paris

Griechenland
- Chania
- Thessaloniki (ab 1873[27])
- Rhodos

Iran ab 1898 (2844 Schüler)
- Abadan
- Bidschar
- Borudscherd
- Buschehr
- Golpayegan
- Hamadan (660 Schüler)
- Kaschan
- Kerman
- Kermānschāh
- Nehawand
- Isfahan (648 Schüler)
- Sanandadsch
- Schiras (332 Schüler)
- Teheran (ab 1898; 638 Schüler)
- Tuserk
- Yazd

Irak ab 1865 (4396 Schüler)
- Amara (ab 1910)
- Arbella
- Bagdad (ab 1865, Mädchenschule ab 1911)
- Basra (ab 1903, Mädchenschule ab 1913)
- Hanekine
- Hille (ab 1907)
- Hindye
- Mandali (Mendell)
- Mossul (ab 1906)
- Kefil
- Kirkuk (ab 1913)
- Sulaimaniyya

Israel/Palästina ab 1870 (1691 Schüler)
- Jaffa
- Jerusalem
- Mikwe Israel (Landwirtschaftsschule)
- Safed

Libanon (mit Syrien: 2286 Schüler)
- Beirut
- Sidon

Libyen ab 1889 (397 Schüler)
- Bengasi
- Tripolis (ab 1889)

Marokko ab 1862 (5049 Schüler)
- Alcázar (Spanisch-Marokko)
- Azemmour
- Casablanca
- Debdou
- Demnate
- El Jadida
- Essaouira
- Fès (ab 1884)
- Larache (Spanisch-Marokko)
- Marrakesch (ab 1899)
- Meknès (ab 1910)
- Oujda
- Rabat
- Safi
- Salé
- Sefrou
- Settat
- Tanger (Spanisch-Marokko)
- Taza
- Tétouan (Spanisch-Marokko)

Schweiz
- Genf

Syrien ab 1880 (mit Libanon: 2286 Schüler)
- Aleppo
- Damaskus

Tunesien ab 1878 (3135 Schüler)
- Djedeida (Landwirtschaftsschule)
- Sfax
- Sousse
- Tunis

Türkei ab 1867 (heutiger europäischer Teil: 8523 Schüler/asiatischer Teil 2676 Schüler)
- Aydın
- Bursa
- Diyarbakır
- Edirne
- Istanbul
- Izmir
- Kahramanmaraş

## Deutschland und die Alliance
Ein deutscher Name konnte sich nicht dauerhaft etablieren. Die Zeitschrift Ost und West führte ab 1912 die Bezeichnung „Organ der AIU“ und vereinzelt als zusätzlichen Namen dieses Herausgebers: „Deutsche Conferenz-Gemeinschaft“.
Im Berner Prozess um die sogenannten „Protokolle der Weisen von Zion“ benutzte der deutsche antisemitische Gutachter Ulrich Fleischhauer die Bezeichnung „Israelitischer Weltbund“ für die AIU. Die Unterlagen zu diesem Berner Prozess im Archiv der AIU in Paris hat Catherine Nicault gesichtet.
Die Nationalsozialisten nutzten dementsprechend die Existenz der AIU als Beweis für die „jüdische Weltverschwörung“ und dafür, dass, jedenfalls aus der Sicht der Besatzer in Paris, diese Stadt das europäische Zentrum der Verschwörung ist und deshalb hier die härtesten Verfolgungsmaßnahmen stattfinden müssten. Im Nürnberger Prozess zitierte der Ankläger 1946 im Prozess gegen den Pariser Judenreferenten Theodor Dannecker diesen und Herbert Hagen wie folgt:
Die Auswertung des in Deutschland, Österreich, ČSR und Polen sichergestellten Materials ließ den Schluß zu, daß die Zentrale des Judentums für Europa und damit die Hauptverbindung nach den überseeischen Ländern in Frankreich zu suchen sei. Aus dieser Erkenntnis heraus wurden daher zunächst die bereits bekannten großen jüdischen Organisationen, wie "Weltjudenkongreß" ... durchsucht und versiegelt.
Am Salomon Ludwig Steinheim-Institut an der Universität Duisburg-Essen gibt es einen Forschungsschwerpunkt zur Tätigkeit der AIU in deutschsprachigen Ländern. Die Ergebnisse werden in der Zeitschrift Kalonymos publiziert. Den Forschungsbereich koordiniert Carsten Wilke von der Central European University. Das Archiv der AIU befindet sich nach einer kriegsbedingten Verschleppung (1940 Abtransport nach Berlin und 1945 in das Sonderarchiv Moskau des sowjetischen Sicherheitsdienstes) seit 2001 wieder in Paris.

### Statuten
- Allgemeine Israelitische Allianz Bericht, Statut. Paris 1874, S. 1 (google.de).

### Zeitdokumente
- Albert Confino: L’action de l’Alliance israélite en Perse. Algier 1941 (Confino war Lehrer in Isfahan von 1901 bis 1905).[12]
- Appel aux Israélites. Manifest, Paris 1860.
- Alliance Israélite universelle. In: Meyers Konversations-Lexikon. 4. Auflage. Band 1, Verlag des Bibliographischen Instituts, Leipzig/Wien 1885–1892,  S. 379.
- Ost und West. Illustrierte Monatsschrift für modernes Judentum. Silberfiche-Edition. Hrsg.: D. Trietsch (zeitweise) & L. Winz. 8 Jahrgänge. Charlottenburg 1901–1908. Fortgesetzt als Ost und West. Illustrierte Monatsschrift für das gesamte Judentum. Hrsg.: L. Winz. 15 Jahrgänge. Charlottenburg 1909–1923. – Ab 1912 mit dem Zusatz: „Organ der Alliance israélite universelle.“ Olms, Hildesheim 1999.
- Instructions générales pour les professeurs, Alliance Israélite Universelle, Paris 1903.

### Sachbücher
- Élizabeth Antébi: L’Homme du Sérail. Biographie de Albert Abraham Antébi, Nil Éditions (Diffusion: Le Seuil), Paris 1996, ISBN 978-2-84111-042-1.[25]
- André Chouraqui: L’Alliance Israélite Universelle et la renaissance juive contemporaine. Cent ans d’histoire. Presses universitaires de France, Paris 1965.
- Björn Siegel: Zwischen Paris und Gondar. Die Missionen der Alliance Israélite Universelle 1867 und 1907–1908 nach Äthiopien, In: Orient als Grenzbereich? Rabbinisches und außer-rabbinisches Judentum. Hgg. Annelies Kuyt, Gerold Necker. Reihe: Abhandlungen für die Kunde des Morgenlandes, 60. Harrassowitz, Wiesbaden 2007, S. 249–264.
- Carsten L. Wilke: Völkerhass und Bruderhand. Ein deutsch-französischer Briefwechsel aus dem Jahr 1871 (Zwischen Moritz Landsberg und Isidore Loeb). In Kalonymos. H. 4, 2008, 11. Jg., S. 1–5 Online.
- Wolfgang Treue: Jüdisches Weltbürgertum oder nationales Judentum? Die AIU und der Zionismus in Deutschland. In: Kalonymos 13. Jg., 2010, H. 3, S. 9–12 Online.
- Rafael Arnold: Anschluss an die moderne Welt. 150 Jahre AIU. In: Dokumente-Documents. In: Zeitschrift für den deutsch-französischen Dialog. No. 1, Bonn, März 2010, ISSN 0012-5172 S. 100–102 (Lit.).
- Ost und West. Band 1. Nabu Press (das ist: Bibliobazaar), Charleston (South Carolina), 2010, ISBN 1-146-87939-3.
- Björn Siegel:[31] Österreichisches Judentum zwischen Ost und West. Die Israelitische Allianz zu Wien 1873–1938. Campus, Frankfurt 2010.
  - Bearbeitet erneut veröffentlicht als: Die Israelitische Allianz zu Wien 1873–1938. In: Europäische Traditionen. Enzyklopädie jüdischer Kulturen. Projekt des Simon-Dubnow-Instituts. Metzler’sche Verlagsbuchhandlung, Stuttgart 2012.
- Björn Siegel: Das ‘Es werde Licht ist gesprochen…’. Die Bildungsmissionen der Israelitischen Allianz zu Wien, der Baron Hirsch Stiftung und der Alliance Israélite Universelle im Vergleich 1860–1914. In: Transversal. Jg. 12, 2011, H. 1–2, S. 83–112.
- Carsten L. Wilke: Alliance israélite universelle. In: Dan Diner (Hrsg.): Enzyklopädie jüdischer Geschichte und Kultur (EJGK). Band 1: A–Cl. Metzler, Stuttgart/Weimar 2011, ISBN 978-3-476-02501-2, S. 42–50.
- Dominique Trimbur: Alliance Israélite Universelle (Frankreich). In: Wolfgang Benz (Hrsg.): Handbuch des Antisemitismus, Band 5, De Gruyter-Saur 2012, ISBN 978-3-598-24078-2, S. 14–16.
- Georges Bensoussan: L’Alliance Israélite Universelle (1860–2020). Juifs d’Orient, Lumières d’Occident. Paris 2020.
- David Hamann: Ein Billett von Brody über Berlin nach New York: Organisierte Solidarität deutscher Juden für osteuropäische jüdische Transmigrant*innen 1881/82 (= Europäisch-jüdische Studien Bd. 67), Berlin/Boston 2023, ISBN 978-3-11-106362-1.